# مالی آرال
مالی آرال (به لاتین: Maly Aral) یک منطقهٔ مسکونی در روسیه است که در استان آستراخان واقع شده‌است.